# Denis Ilescu
Denis Ilescu (n. 20 ianuarie 1987, Telenești, RSS Moldovenească, URSS) este un fotbalist fundaș moldovean care în prezent evoluează la echipa FC Dacia Chișinău, precum și la echipa națională.